# Championnats d'Europe de natation en petit bassin 1998
Navigation
Rostock 1996 Lisbonne 1999

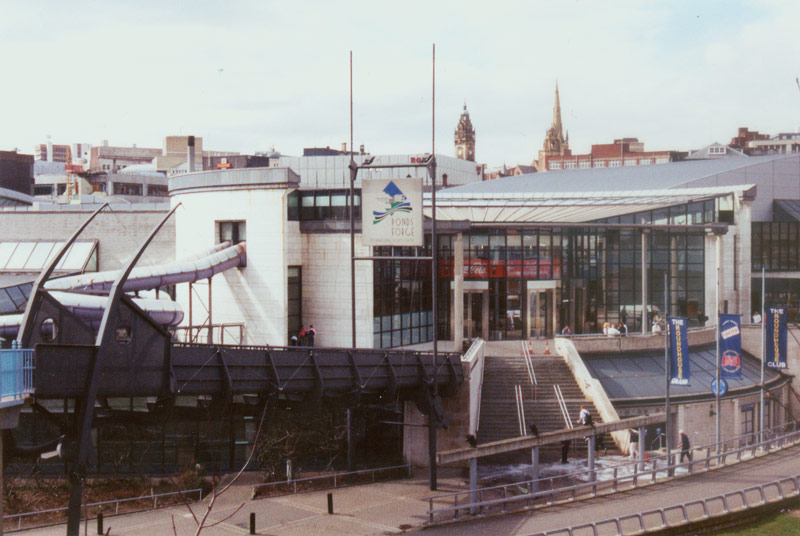

Les 6es Championnats d'Europe de natation en petit bassin, organisés par la LEN, se sont tenus à Sheffield (Angleterre) du 11 au 13 décembre 1998.
Le Ponds Forge International Sports Centre est le cadre des 38 épreuves de ces championnats. Ce complexe sportif avait déjà accueilli les Championnats d'Europe de natation 1993.
L'Allemagne arrive en tête du classement des pays médaillés, avec 10 titres et ses représentants ont battu 6 des 13 records mondiaux de ces championnats. Le Royaume-Uni, second du classement, obtient un nombre de médailles (21), proche de celui de l'Allemagne (23) et obtient 7 titres contre 10 aux nageurs d'outre-Rhin. Le podium est complété par les Pays-Bas, avec 15 médailles, dont 6 en or.

## Records battus

### Records du monde
Ce tableau détaille les 13 records du monde battus lors de ces championnats d'Europe. Il est à noter que les records établis pour les relais 4 × 50 m nage libre et 4 × 50 m 4 nages, non homologués par la Fédération internationale de natation, qui ne reconnaît pas ces 2 disciplines, sont des meilleures performances mondiales. Sauf mention, ces records et meilleures performances mondiales sont battus en finale.
| Date             | Épreuve               | Nouveau détenteur | Nouveau temps                 | Ancien détenteur | Ancien temps  | Date             |
| 11 décembre 1998 | 50 m dos H            | Thomas Rupprath   | 24 s 13                       | Chris Renaud     | 24 s 25       | 28 février 1997  |
| 11 décembre 1998 | 50 m brasse H         | Mark Warnecke     | 26 s 70                       | Mark Warnecke    | 26 s 97       | 28 novembre 1998 |
| 11 décembre 1998 | 4 × 50 m nage libre D | Allemagne         | 1 min 39 s 56                 | Allemagne        | 1 min 40 s 63 | 22 novembre 1992 |
| 12 décembre 1998 | 50 m papillon H       | Miloš Milošević   | 23 s 30                       | Denis Pankratov  | 23 s 35       | 8 février 1997   |
| 12 décembre 1998 | 100 m 4 nages D       | Martina Moravcová | 1 min 0 s 43                  | Xiaowen Hu       | 1 min 0 s 60  | 26 février 1998  |
| 12 décembre 1998 | 4 × 50 m nage libre H | Pays-Bas          | 1 min 26 s 99                 | Suède            | 1 min 27 s 62 | 3 décembre 1994  |
| 13 décembre 1998 | 50 m nage libre H     | Mark Foster       | 21 s 48 Lors des séries       | Alexander Popov  | 21 s 50       | 13 mars 1994     |
| 13 décembre 1998 | 50 m nage libre H     | Mark Foster       | 21 s 31                       | Mark Foster      | 21 s 48       | 13 décembre 1998 |
| 13 décembre 1998 | 50 m dos D            | Sandra Völker     | 27 s 27                       | -                | -             | -                |
| 13 décembre 1998 | 100 m papillon H      | Jack Hickman      | 51 s 02 Lors des séries       | Michael Klim     | 51 s 07       | 22 janvier 1998  |
| 13 décembre 1998 | 4 × 50 m 4 nages H    | Suède             | 1 min 36 s 24 Lors des séries | Allemagne        | 1 min 38 s 01 | 4 décembre 1994  |
| 13 décembre 1998 | 4 × 50 m 4 nages H    | Allemagne Suède   | 1 min 35 s 51                 | Suède            | 1 min 36 s 24 | 13 décembre 1998 |
| 13 décembre 1998 | 4 × 50 m 4 nages D    | Allemagne         | 1 min 50 s 13                 | -                | -             | -                |

### Records d'Europe
Ce tableau détaille les 7 records d'Europe battus lors de ces championnats d'Europe. Sauf mention, ces records sont battus en finale.
| Date             | Épreuve            | Nouveau détenteur  | Nouveau temps           | Ancien détenteur      | Ancien temps  | Date             |
| 11 décembre 1998 | 400 m nage libre H | Emiliano Brembilla | 3 min 40 s 45           | Jörg Hoffmann         | 3 min 40 s 58 | 8 février 1997   |
| 11 décembre 1998 | 50 m papillon D    | Inge de Bruijn     | 26 s 54 Lors des séries | Inge de Bruijn        | 26 s 61       | 26 mars 1998     |
| 11 décembre 1998 | 50 m papillon D    | Inge de Bruijn     | 26 s 09                 | Inge de Bruijn        | 26 s 54       | 11 décembre 1998 |
| 12 décembre 1998 | 50 m nage libre D  | Inge de Bruijn     | 24 s 38 Lors des séries | Sandra Völker         | 24 s 62       | 18 avril 1997    |
| 12 décembre 1998 | 100 m papillon D   | Inge de Bruijn     | 57 s 93 Lors des séries | Martina Moravcová     | 58 s 39       | 4 décembre 1998  |
| 12 décembre 1998 | 100 m papillon D   | Martina Moravcová  | 57 s 72                 | Inge de Bruijn        | 57 s 93       | 12 décembre 1998 |
| 13 décembre 1998 | 200 m nage libre D | Martina Moravcová  | 1 min 55 s 12           | Franziska van Almsick | 1 min 55 s 84 | 9 janvier 1993   |

## Tableau des médailles
| Rang  | Nation      | Or | Argent | Bronze | Total |
| ----- | ----------- | -- | ------ | ------ | ----- |
| 1     | Allemagne   | 10 | 8      | 5      | 23    |
| 2     | Royaume-Uni | 7  | 5      | 9      | 21    |
| 3     | Pays-Bas    | 6  | 5      | 4      | 15    |
| 4     | Suède       | 3  | 6      | 6      | 15    |
| 5     | Slovaquie   | 3  | 1      | 0      | 4     |
| 6     | Pologne     | 3  | 0      | 0      | 3     |
| 7     | Italie      | 1  | 2      | 1      | 4     |
| 8     | Danemark    | 1  | 1      | 2      | 4     |
| 9     | Tchéquie    | 1  | 0      | 2      | 3     |
| 10    | Finlande    | 1  | 0      | 1      | 2     |
| 11    | Belgique    | 1  | 0      | 0      | 1     |
| 11    | Croatie     | 1  | 0      | 0      | 1     |
| 11    | Islande     | 1  | 0      | 0      | 1     |
| 11    | Suisse      | 1  | 0      | 0      | 1     |
| 15    | Espagne     | 0  | 2      | 2      | 4     |
| 15    | Ukraine     | 0  | 2      | 2      | 4     |
| 17    | Autriche    | 0  | 1      | 2      | 3     |
| 18    | France      | 0  | 1      | 0      | 1     |
| 18    | Lituanie    | 0  | 1      | 0      | 1     |
| 18    | Slovénie    | 0  | 1      | 0      | 1     |
| 21    | Israël      | 0  | 0      | 1      | 1     |
| 21    | Russie      | 0  | 0      | 1      | 1     |
| Total | Total       | 40 | 36     | 38     | 114   |

- Une médaille d'or et deux d'argent ont été décernées pour le 100 m brasse dames
- Deux médailles d'or et une de bronze ont été décernées pour le relais 4 × 50 m 4 nages messieurs

## Podiums

### Hommes
| Discipline          | Médaille d'or | Performance       | Médaille d'argent                                              | Performance    | Médaille de bronze                                                          | Performance    |
| Nage libre          | |                   |                                                                |                |                                                                             |                |
| 50 m                | Mark Foster | 21 s 31 RM        | Mark Veens                                                     | 21 s 79        | Pieter van den Hoogenband                                                   | 21 s 87        |
| 100 m               | Lars Frölander | 47 s 54           | Pieter van den Hoogenband                                      | 47 s 68        | Mark Veens                                                                  | 47 s 97        |
| 200 m               | Pieter van den Hoogenband | 1 min 44 s        | Massimiliano Rosolino                                          | 1 min 44 s 92  | Jacob Carstensen                                                            | 1 min 45 s 55  |
| 400 m               | Emiliano Brembilla | 3 min 40 s 45 RE  | Massimiliano Rosolino                                          | 3 min 42 s 87  | Jacob Carstensen                                                            | 3 min 44 s 56  |
| 1 500 m             | Graeme Smith | 14 min 42 s 29    | Igor Snitko                                                    | 14 min 51 s 70 | Emiliano Brembilla                                                          | 14 min 53 s 45 |
| Dos                 | |                   |                                                                |                |                                                                             |                |
| 50 m                | Thomas Rupprath | 24 s 13 RM        | Stev Theloke                                                   | 24 s 66        | Daniel Carlsson                                                             | 24 s 67        |
| 100 m               | Stev Theloke | 52 s 71           | Darius Grigalionis                                             | 53 s 41        | Eithan Urbach                                                               | 53 s 64        |
| 200 m               | Örn Arnarson | 1 min 55 s 16     | Adam Ruckwood                                                  | 1 min 55 s 34  | Jorge Sanchez                                                               | 1 min 55 s 78  |
| Brasse              | |                   |                                                                |                |                                                                             |                |
| 50 m                | Mark Warnecke | 26 s 70 RM        | Patrik Isaksson                                                | 27 s 21        | Patrick Schmollinger                                                        | 27 s 60        |
| 100 m               | Patrik Isaksson | 59 s 22           | Mark Warnecke                                                  | 59 s 77        | Jens Kruppa                                                                 | 59 s 89        |
| 200 m               | Adam Whitehead | 2 min 08 s 54     | Stéphan Perrot                                                 | 2 min 09 s 41  | Maxim Podoprigora                                                           | 2 min 10 s 09  |
| Papillon            | |                   |                                                                |                |                                                                             |                |
| 50 m                | Miloš Milošević | 23 s 30 RM        | Mark Foster                                                    | 23 s 34        | Lars Frölander                                                              | 23 s 48        |
| 100 m               | James Hickman | 51 s 04           | Lars Frölander                                                 | 51 s 11        | Denys Sylantyev                                                             | 51 s 87        |
| 200 m               | James Hickman | 1 min 52 s 96     | Denys Sylantyev                                                | 1 min 54 s 13  | Thomas Rupprath                                                             | 1 min 54 s 99  |
| 4 nages             | |                   |                                                                |                |                                                                             |                |
| 100 m               | Jani Sievinen | 53 s 64           | Jens Kruppa                                                    | 54 s           | James Hickman                                                               | 54 s 45        |
| 200 m               | James Hickman | 1 min 56 s 36     | Marcel Wouda                                                   | 1 min 56 s 51  | Jani Sievinen                                                               | 1 min 57 s 14  |
| 400 m               | Marcel Wouda | 4 min 07 s 70     | Frederik Hviid                                                 | 4 min 12 s 13  | Christian Keller                                                            | 4 min 12 s 56  |
| Relais              | |                   |                                                                |                |                                                                             |                |
| 4 × 50 m nage libre | Pays-Bas Mark Veens Johan Kenkhuis Stefan Aartsen Pieter van den Hoogenband                                                                      | 1 min 26 s 99 MPM | Royaume-Uni Mark Foster James Hickman Simon Handley Sion Brinn | 1 min 27 s 74  | Allemagne Stephan Kunzelmann Lars Conrad Alexander Lüderitz Carsten Dehmlow | 1 min 28 s 01  |
| 4 × 50 m 4 nages    | Allemagne Thomas Rupprath Mark Warnecke Alexander Lüderitz Stephan Kunzelmann Suède Daniel Carlsson Patrik Isaksson Jonas Åkesson Lars Frölander | 1 min 35 s 51 MPM | -                                                              | -              | Royaume-Uni James Hickman Darren Mew Mark Foster Sion Brinn                 | 1 min 36 11    |

### Femmes
| Discipline          | Médaille d'or                                                                | Performance       | Médaille d'argent                                                           | Performance   | Médaille de bronze                                                     | Performance   |
| Nage libre          |                                                                              |                   |                                                                             |               |                                                                        |               |
| 50 m                | Inge de Bruijn                                                               | 24 s 41           | Katrin Meissner                                                             | 24 s 79       | Susan Rolph                                                            | 24 s 80       |
| 100 m               | Susan Rolph                                                                  | 53 s 84           | Martina Moravcová                                                           | 53 s 93       | Louise Jöhncke                                                         | 53 s 97       |
| 200 m               | Martina Moravcová                                                            | 1 min 55 s 12 RE  | Franziska van Almsick                                                       | 1 min 57 s 06 | Louise Jöhncke                                                         | 1 min 57 s 39 |
| 400 m               | Carla Geurts                                                                 | 4 min 08 s 85     | Victoria Horner                                                             | 4 min 09 s 02 | Karen Legg                                                             | 4 min 09 s 66 |
| 800 m               | Flavia Rigamonti                                                             | 8 min 27 s 85     | Carla Geurts                                                                | 8 min 29 s 20 | Sarah Collings                                                         | 8 min 33 s 70 |
| Dos                 |                                                                              |                   |                                                                             |               |                                                                        |               |
| 50 m                | Sandra Völker                                                                | 27 s 27 RM        | Therese Alshammar                                                           | 28 s 46       | Alena Nývltová                                                         | 28 s 47       |
| 100 m               | Sandra Völker                                                                | 59 s 84           | Antje Buschschulte                                                          | 59 s 97       | Alena Nývltová                                                         | 1 min 00 s 40 |
| 200 m               | Antje Buschschulte                                                           | 2 min 07 s 31     | Helen Don-Duncan                                                            | 2 min 09 s 83 | Yuliya Fomenko (en)                                                    | 2 min 10 s 38 |
| Brasse              |                                                                              |                   |                                                                             |               |                                                                        |               |
| 50 m                | Sylvia Gerasch                                                               | 31 s 43           | Vera Lischka                                                                | 31 s 61       | Jaime King                                                             | 31 s 69       |
| 100 m               | Brigitte Becue Alicja Pęczak                                                 | 1 min 07 s 71     | -                                                                           | -             | Svitlana Bondarenko                                                    | 1 min 07 s 86 |
| 200 m               | Alicja Pęczak                                                                | 2 min 25 s 18     | Lourdes Becerra                                                             | 2 min 26 s 13 | Anne Poleska                                                           | 2 min 26 s 21 |
| Papillon            |                                                                              |                   |                                                                             |               |                                                                        |               |
| 50 m                | Inge de Bruijn                                                               | 26 s 09 RE        | Anna-Karin Kammerling                                                       | 26 s 30       | Johanna Sjöberg                                                        | 26 s 76       |
| 100 m               | Martina Moravcová                                                            | 57 s 72 RE        | Johanna Sjöberg                                                             | 58 s 17       | Inge de Bruijn                                                         | 58 s 47       |
| 200 m               | Sophia Skou                                                                  | 2 min 07 s 65     | Mette Jacobsen                                                              | 2 min 07 s 92 | Johanna Sjöberg                                                        | 2 min 08 s 21 |
| 4 nages             |                                                                              |                   |                                                                             |               |                                                                        |               |
| 100 m               | Martina Moravcová                                                            | 1 min 00 s 43 RM  | Nataša Kejžar                                                               | 1 min 02 s 26 | Susan Rolph                                                            | 1 min 02 s 39 |
| 200 m               | Alicja Pęczak                                                                | 2 min 12 s 06     | Nicole Hetzer                                                               | 2 min 13 s 05 | Susan Rolph                                                            | 2 min 13 s 19 |
| 400 m               | Hana Černá                                                                   | 4 min 36 s 03     | Nicole Hetzer                                                               | 4 min 36 s 37 | Lourdes Becerra                                                        | 4 min 39 s 56 |
| Relais              |                                                                              |                   |                                                                             |               |                                                                        |               |
| 4 × 50 m nage libre | Allemagne Katrin Meissner Simone Osygus Marianne Hinners Sandra Völker       | 1 min 39 s 56 MPM | Pays-Bas Angela Postma Nienke Valen Wilma van Hofwegen Inge de Bruijn       | 1 min 40 s 05 | Royaume-Uni Alison Sheppard Claire Huddart Karen Pickering Susan Rolph | 1 min 40 s 11 |
| 4 × 50 m 4 nages    | Allemagne Sandra Völker Sylvia Gerasch Franziska van Almsick Katrin Meissner | 1 min 50 s 13 MPM | Suède Therese Alshammar Maria Östling Johanna Sjöberg Anna-Karin Kammerling | 1 min 50 s 84 | Pays-Bas Brenda Starink Madelon Baans Inge de Bruijn Angela Postma     | 1 min 51 s 01 |

Légendes : RM : record du monde, RE : record d'Europe, MPM : meilleure performance mondiale